# Division II i ishockey 1957/1958
Division II i ishockey 1957/1958 var näst högsta divisionen i svensk ishockey under säsongen och spelades med 60 lag i åtta grupper vilket var en ökning med nio lag sedan förra säsongen. Endast de två norra grupperna omfattade nu sex lag alla övriga hade åtta lag.

## Nya lag
- Division II Norra A: Glommersträsk/Lappträsk IF, Kiruna AIF och Skellefteå IF
- Division II Norra B: IFK Strömsund och Järveds IF
- Division II Östra A: Brynäs IF, Falu BS, Ludvika FfI och Söderhamns UIK
- Division II Östra B: Hammarby IF, IK Sirius och Nacka SK
- Division II Västra A: IFK Västerås, Karlbergs BK och UoIF Matteuspojkarna
- Division II Västra B: IFK Sunne, Töreboda IK och Västra Frölunda IF
- Division II Södra A: BK Kenty, BK Remo och Nyköpings AIK
- Division II Södra B: Malmö FF och Tabergs SK

Brynäs, Hammarby och Matteuspojkarna hade flyttats ner från Allsvenskan, övriga lag hämtades från Division III. Även BK Star hade flyttats ner, men de valde att lägga ner verksamheten. Nyköpings AIK fick deras plats i Division II.

## Division II Norra
Grupp A
Före seriestarten räknade man allmänt med att Norrbotten för första gången skulle få ett lag som kvalade till högsta serien, antingen Boden eller Luleå. Istället blev det överraksande nykomlingarna Skellefteå IF som vann serien. Sist placerade sig nykomlingarna Kiruna AIF och Glommersträsk/Lappträsk som  båda skickades tillbaka till Division III.
| Nr | Lag                        | S  | V | O | F | GM | IM | MS  | P  |
| -- | -------------------------- | -- | - | - | - | -- | -- | --- | -- |
| 1  | Skellefteå IF              | 10 | 8 | 0 | 2 | 44 | 31 | +13 | 16 |
| 2  | IFK Luleå                  | 10 | 6 | 0 | 4 | 54 | 45 | +9  | 12 |
| 3  | Clemensnäs IF              | 10 | 4 | 2 | 4 | 47 | 40 | +7  | 10 |
| 4  | Bodens BK                  | 10 | 4 | 1 | 5 | 48 | 42 | +6  | 9  |
| 5  | Kiruna AIF                 | 10 | 4 | 1 | 5 | 45 | 51 | −6  | 9  |
| 6  | Glommersträsk/Lappträsk IF | 10 | 1 | 2 | 7 | 27 | 56 | −29 | 4  |

Grupp B
I B-gruppen blev det favoritseger genom Örnsköldsviklaget Alfredshem som vann serien redan förra säsongen, men som då missade en plats i Allsvenskan med ett poängs marginal. Kampen blev dock jämn, de tre första lagen hade endast en förlust vardera när serien var färdigspelad. Serien avgjordes först på sista speldagen då de båda Ångermanlandslagen Alfredshem och Nyland möttes inför 2 700 åskådare. Segern gick till hemmalaget Alfredshem med fem mål mot tre. I botten var nykomlingarna Järved (Örnsköldsvik) och Strömsund chanslösa. Järved klade sig ändå från nerflyttning när Alfredshem fick en plats i Allsvenskan.
| Nr | Lag            | S  | V | O | F  | GM | IM | MS  | P  |
| -- | -------------- | -- | - | - | -- | -- | -- | --- | -- |
| 1  | Alfredshems IK | 10 | 8 | 1 | 1  | 54 | 22 | +32 | 17 |
| 2  | IFK Umeå       | 10 | 6 | 3 | 1  | 46 | 29 | +17 | 15 |
| 3  | IFK Nyland     | 10 | 5 | 4 | 1  | 56 | 36 | +20 | 14 |
| 4  | Tegs SK        | 10 | 4 | 0 | 6  | 41 | 31 | +10 | 8  |
| 5  | Järveds IF     | 10 | 2 | 2 | 6  | 37 | 60 | −23 | 6  |
| 6  | IFK Strömsund  | 10 | 0 | 0 | 10 | 28 | 84 | −56 | 0  |

## Division II Östra
Grupp A
Morgårdshammar och Brynäs var seriens förhandsfavoriter. Dalalaget Morgårdshammar placerade sig tvåa förra säsongen och Gävlelaget Brynäs var just nerflyttade från Allsvenskan. Lagen möttes redan i andra omgången där Morgårdshammar vann och skaffade sig ett försprång som de sedan slog vakt om. Sist i serien placerade sig Falun och Avesta som flyttades ner till Division III.
| Nr | Lag                | S  | V  | O | F  | GM | IM | MS  | P  |
| -- | ------------------ | -- | -- | - | -- | -- | -- | --- | -- |
| 1  | Morgårdshammars IF | 14 | 13 | 0 | 1  | 74 | 36 | +38 | 26 |
| 2  | Brynäs IF          | 14 | 10 | 2 | 2  | 64 | 45 | +19 | 22 |
| 3  | Ljusne AIK         | 14 | 6  | 2 | 6  | 53 | 65 | −12 | 14 |
| 4  | Söderhamns UIK     | 14 | 5  | 2 | 7  | 67 | 56 | +11 | 12 |
| 5  | Alfta GIF          | 14 | 6  | 0 | 8  | 51 | 59 | −8  | 12 |
| 6  | Ludvika FfI        | 14 | 5  | 1 | 8  | 51 | 64 | −13 | 11 |
| 7  | Avesta BK          | 14 | 4  | 0 | 10 | 46 | 59 | −13 | 8  |
| 8  | Falu BS            | 14 | 3  | 1 | 10 | 47 | 69 | −22 | 7  |

Grupp B
Gruppen överskuggades av att Hammarby från Stockholm Söderort spelade i gruppen efter alltid har spelat i högsta serien sedan ishockeyn kom till Sverige och under tiden tagit åtta SM-guld. Nu hade de flyttats ner  till Division II Östra B och var givetvis storfavoriter. De gjorde också tvåsiffrigt antal mål i många matcher och gick genom serien med en enda förlust, nämligen mot Uppsalalaget Almtuna.
| Nr | Lag          | S  | V  | O | F  | GM  | IM | MS  | P  |
| -- | ------------ | -- | -- | - | -- | --- | -- | --- | -- |
| 1  | Hammarby IF  | 14 | 13 | 0 | 1  | 107 | 35 | +72 | 26 |
| 2  | Almtuna IS   | 14 | 11 | 0 | 3  | 76  | 37 | +39 | 22 |
| 3  | Hagalunds IS | 14 | 8  | 0 | 6  | 69  | 65 | +4  | 16 |
| 4  | Norrtälje BK | 14 | 7  | 1 | 6  | 58  | 59 | −1  | 15 |
| 5  | Nacka SK     | 14 | 7  | 0 | 7  | 75  | 66 | +9  | 14 |
| 6  | Älvsjö AIK   | 14 | 5  | 2 | 7  | 57  | 76 | −19 | 12 |
| 7  | IK Sirius    | 14 | 2  | 0 | 12 | 42  | 94 | −52 | 4  |
| 8  | Spånga IS    | 14 | 1  | 1 | 12 | 34  | 86 | −52 | 3  |

## Division II Västra
Grupp A
Gruppens huvudkonkurrenter var de två tidigare allsvenska lagen AIK (Solna) och Matteuspojkarna (Stockholms innerstad). Dessa två lag dominerade serien helt. Det första inbördes mötet förlorade AIK, men det blev deras enda förlust under säsongen medan MP förlorade returen och en match mot Karlberg. I botten av tabellen placerade sig IFK Västerås och IFK Stockholm som därför flyttades ner till division III.
| Nr | Lag                  | S  | V  | O | F  | GM  | IM  | MS  | P  |
| -- | -------------------- | -- | -- | - | -- | --- | --- | --- | -- |
| 1  | AIK                  | 14 | 13 | 0 | 1  | 120 | 35  | +85 | 26 |
| 2  | UoIF Matteuspojkarna | 14 | 11 | 1 | 2  | 92  | 30  | +62 | 23 |
| 3  | IK Westmannia        | 14 | 9  | 1 | 4  | 61  | 50  | +11 | 19 |
| 4  | Karlbergs BK         | 14 | 7  | 1 | 6  | 72  | 55  | +17 | 15 |
| 5  | IK Sturehov          | 14 | 5  | 1 | 8  | 52  | 74  | −22 | 11 |
| 6  | IFK Arboga           | 14 | 4  | 0 | 10 | 48  | 88  | −40 | 8  |
| 7  | IFK Västerås         | 14 | 2  | 1 | 11 | 42  | 89  | −47 | 5  |
| 8  | IFK Stockholm        | 14 | 2  | 1 | 11 | 39  | 105 | −66 | 5  |

Grupp B
Inför seriestarten förväntades en jämn serie med Värmlandslagen i topp. Göteborgs andralag Västra Frölunda eller västgötalagen Mariestad och Töreboda förväntades inte ha med toppstriden att göra. Frölunda ville dock annorlunda och slog sig in i toppstriden och ledde serien halvvägs igenom. Inför slutomgången stod Kil, Frölunda och Sunne på 18 poäng vardera och Skived på 17. I sista omgången mötte Kil Sunne och Skived tog sig an Frölunda. Kil och Frölunda vann dessa avgörande matcher och Kil blev i och med det seriesegrare på bättre målskillnad. Sist placerade sig som väntat Mariestad och Töreboda som flyttades ner till Division III.
| Nr | Lag                | S  | V  | O | F  | GM | IM  | MS  | P  |
| -- | ------------------ | -- | -- | - | -- | -- | --- | --- | -- |
| 1  | Kils AIK           | 14 | 10 | 0 | 4  | 73 | 41  | +32 | 20 |
| 2  | Västra Frölunda IF | 14 | 8  | 4 | 2  | 61 | 33  | +28 | 20 |
| 3  | IFK Sunne          | 14 | 9  | 0 | 5  | 80 | 67  | +13 | 18 |
| 4  | Skiveds IF         | 14 | 8  | 1 | 5  | 68 | 49  | +19 | 17 |
| 5  | IK Viking          | 14 | 7  | 2 | 5  | 75 | 52  | +23 | 16 |
| 6  | IFK Munkfors       | 14 | 6  | 3 | 5  | 66 | 50  | +16 | 15 |
| 7  | Mariestads CK      | 14 | 3  | 0 | 11 | 40 | 73  | −33 | 6  |
| 8  | Töreboda IK        | 14 | 0  | 0 | 14 | 23 | 121 | −98 | 0  |

## Division II Södra
Grupp A
I Tranås hade man byggt en konstfrusen bana vilket gjorde dem till en av favoriterna i serien. Det andra laget som nämndes i förhandstipsen var IFK Norrköping. Nykomlingarna BK Kenty från Linköping ville annorlunda och spelade hem serien med sex poängs marginal till tvåan Tranås. I tabellens botten placerade sig Nyköpings SK och Åker som båda flyttades ner till division III.
| Nr | Lag            | S  | V  | O | F  | GM | IM | MS  | P  |
| -- | -------------- | -- | -- | - | -- | -- | -- | --- | -- |
| 1  | BK Kenty       | 14 | 13 | 0 | 1  | 83 | 37 | +46 | 26 |
| 2  | Tranås AIF     | 14 | 9  | 2 | 3  | 69 | 48 | +21 | 20 |
| 3  | Nyköpings AIK  | 14 | 8  | 1 | 5  | 42 | 37 | +5  | 17 |
| 4  | IFK Norrköping | 14 | 6  | 2 | 6  | 53 | 52 | +1  | 14 |
| 5  | IK Sleipner    | 14 | 6  | 0 | 8  | 58 | 37 | +21 | 12 |
| 6  | BK Remo        | 14 | 5  | 1 | 8  | 49 | 64 | −15 | 11 |
| 7  | Nyköpings SK   | 14 | 5  | 0 | 9  | 40 | 63 | −23 | 10 |
| 8  | Åkers IF       | 14 | 1  | 0 | 13 | 40 | 76 | −36 | 2  |

Grupp B
Storsatsande Malmö var gruppens förhandsfavoriter och endast Troja (Ljungby) kunde utmana dem under seriens gång. Malmö hade värvat flitigt inför säsongen och kunde till slut spela hem serien efter att ha vänt ett tvåmålsunderläge i returmötet med Troja hemma i Malmö till en seger med 3–2  inför 5 288 jublande åskådare. Växjö och Värnamo placerade sig sist i serien och flyttades ner till division III.
| Nr | Lag           | S  | V  | O | F  | GM | IM | MS  | P  |
| -- | ------------- | -- | -- | - | -- | -- | -- | --- | -- |
| 1  | Malmö FF      | 14 | 12 | 1 | 1  | 90 | 33 | +57 | 25 |
| 2  | IF Troja      | 14 | 11 | 0 | 3  | 75 | 39 | +36 | 22 |
| 3  | Vättersnäs IF | 14 | 7  | 2 | 5  | 61 | 53 | +8  | 16 |
| 4  | Diö GoIF      | 14 | 7  | 0 | 7  | 47 | 50 | −3  | 14 |
| 5  | Alvesta SK    | 14 | 6  | 0 | 8  | 42 | 52 | −10 | 12 |
| 6  | Tabergs SK    | 14 | 6  | 0 | 8  | 70 | 85 | −15 | 12 |
| 7  | Växjö IK      | 14 | 5  | 0 | 9  | 49 | 53 | −4  | 10 |
| 8  | Värnamo GoIK  | 14 | 0  | 1 | 13 | 29 | 98 | −69 | 1  |

## Kval till division I Norra
| Nr | Lag                | S | V | O | F | GM | IM | MS  | P |
| -- | ------------------ | - | - | - | - | -- | -- | --- | - |
| 1  | Hammarby IF        | 6 | 4 | 1 | 1 | 30 | 13 | +17 | 9 |
| 2  | Alfredshems IK     | 6 | 3 | 1 | 2 | 23 | 19 | +4  | 7 |
| 3  | Morgårdshammars IF | 6 | 3 | 0 | 3 | 22 | 24 | −2  | 6 |
| 4  | Skellefteå IF      | 6 | 0 | 2 | 4 | 14 | 33 | −19 | 2 |

## Kval till division I Södra
| Nr | Lag      | S | V | O | F | GM | IM | MS  | P |
| -- | -------- | - | - | - | - | -- | -- | --- | - |
| 1  | AIK      | 6 | 4 | 1 | 1 | 28 | 16 | +12 | 9 |
| 2  | Malmö FF | 6 | 3 | 1 | 2 | 21 | 20 | +1  | 7 |
| 3  | Kils AIK | 6 | 2 | 0 | 4 | 17 | 22 | −5  | 4 |
| 4  | BK Kenty | 6 | 2 | 0 | 4 | 20 | 28 | −8  | 4 |